# Chrysotoxum mongol
Chrysotoxum mongol är en tvåvingeart som beskrevs av Shannon 1926. Chrysotoxum mongol ingår i släktet getingblomflugor, och familjen blomflugor. Inga underarter finns listade i Catalogue of Life.